# Cèntul V de Bearn
Cèntul V, mal anomenat el Jove, fou vescomte de Bearn des de 1058 fins a la seva mort en 1090.
Era net de Cèntul IV el Vell, al que va succeir perquè el seu pare Gastó ja havia mort.
Cèntul va afermar i va augmentar l'autonomia dels vescomtes de Bearn enfront dels ducs d'Aquitània, dels quals teòricament eren vassalls. Entre els actes més significatius d'aquesta autonomia es poden citar:
- va fer encunyar moneda pròpia a la seva capital Morlaas
- només ell tenia el poder de convocar als cavallers de Bearn, que li devien fidelitat
- va atorgar a la ciutat d'Oloró, en aquells dies deserta, una carta de població. Aquesta carta va ser el primer embrió del posterior Fur o For d'Oloron, que al seu torn seria incorporat als Fors de Bearn segles més tard.

Va ser un gran partidari de la Reforma gregoriana de l'església catòlica i va mantenir excel·lents relacions amb la Santa Seu, realitzant molts donatius a l'església. Va iniciar la construcció de la gran església de la Santa Fe de Morlaas, primer monument romànic de Bearn. El papa Gregori VII ho va qualificar de amator justitiae, defensor pauperum, propagator pacis (amant de la justícia, defensor dels pobres, propagador de la pau).

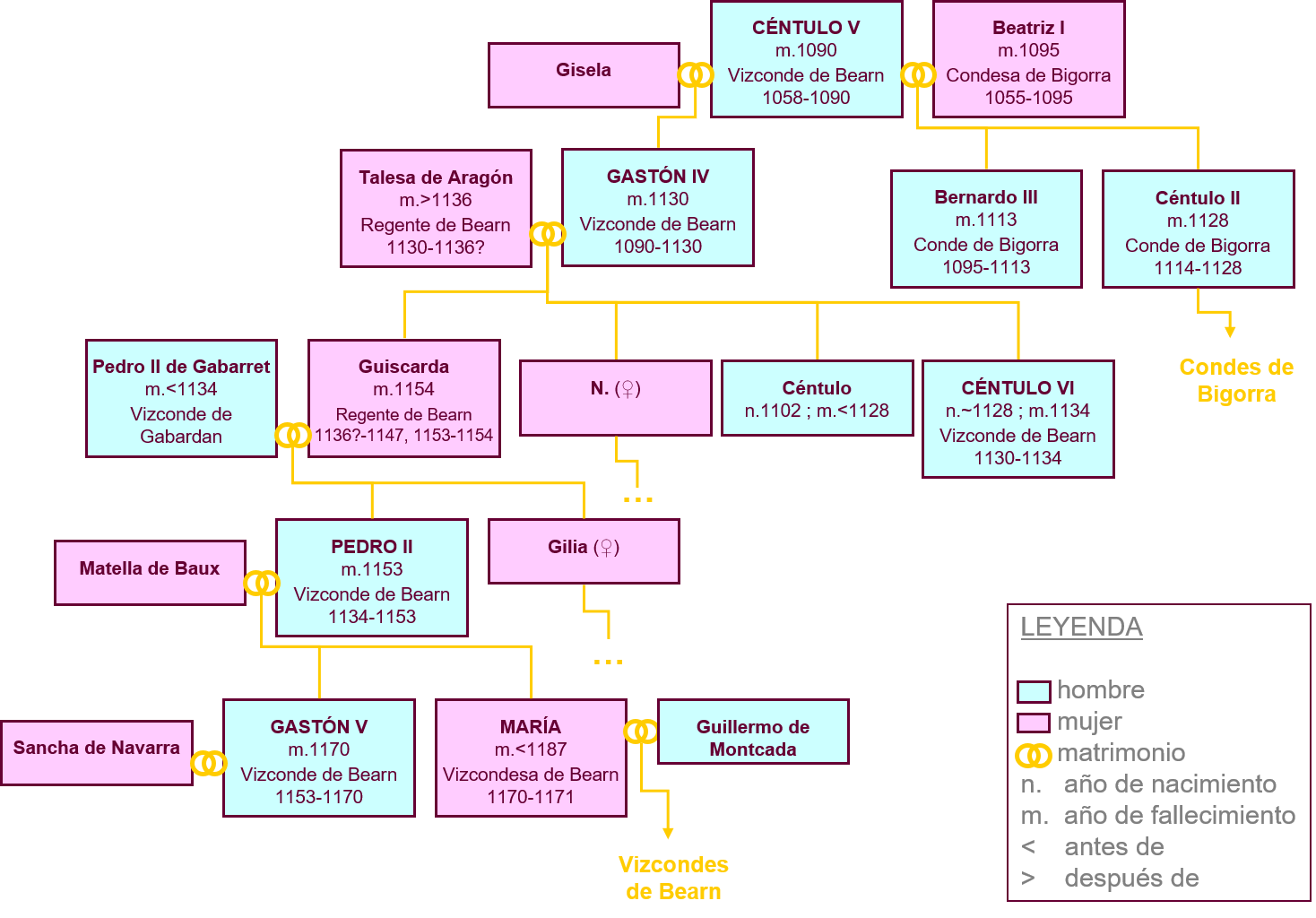
Genealogia de Cèntul V.

Es va casar cap a 1060 amb una parent dita Gisla, amb la qual va tenir un fill, el seu hereu Gastó, i una filla dita Osquinette. Però el Papa li va exhortar a trencar el matrimoni per causa de consanguinitat i Cèntul va obeir, fundant com penitència un priorat en Morlaas dependent de l'abadia de Cluny.
Cèntul es casà en segones núpcies en 1077 amb Beatriu, comtessa de Bigorra. Amb ella va tenir altres dos fills: Bernat i Cèntul, ambdós futurs comtes de Bigorra. Al seu fill Gastó el va casar amb Talesa, princesa de la família real d'Aragó (era filla d'un germà natural del rei Sanç Ramírez) i que va rebre en dot el veí vescomtat de Montaner, que així va passar a domini dels Bearn.
Així doncs, mitjançant la seva política matrimonial Cèntul assolí posar sota el seu control als seus veïns per l'est (Montaner i Bigorra) i forjar una sòlida aliança amb el seu veí del sud, Aragó. Però per l'est va haver de lluitar militarment contra els seus veïns. En 1082 va llançar un atac contra el vescomtat de Dax però va patir una severa derrota.
En 1079 va participar en un intent de prendre Saragossa que va ser repel·lit per Rodrigo Díaz de Vivar anomenat el Cid, que per aquell temps estava al servei dels musulmans. En 1090 va partir de nou cap a Aragó al capdavant de les tropes bearneses per a participar en l'atac a Osca planejat pel rei Sanç Ramírez però va ser assassinat a traïció mentre travessava el vall de Tena.
El va succeir el seu fill Gastó IV.